# Taismary Agüero
Taismary Agüero Leiva (Yaguajay, 5 marzo 1977) è un'ex pallavolista cubana naturalizzata italiana.
Giocava nel ruolo di schiacciatrice e opposto.

## Carriera
Taismary Agüero inizia a giocare a pallavolo fin da giovanissima: nel 1993 entra a far parte della nazionale juniores e poi di quella maggiore cubana con la quale vince la medaglia d'oro alla Grand Champions Cup, seppur come riserva. In questo periodo la giocatrice ricopre il doppio ruolo di palleggiatrice e opposto a causa dello schema di gioco utilizzato nella nazionale cubana. Fino al 1998 fa parte esclusivamente della nazionale: in questi anni vince diverse medaglie d'oro come ai giochi olimpici di Atlanta, al campionato mondiale e alla Coppa del Mondo, oltre a medaglie di valore inferiore al World Grand Prix.
Nella stagione 1998-99, grazie anche allo sblocco di Cuba che permette alle giocatrici di poter giocare all'estero Taismary Agüero arriva in Italia ingaggiata dalla Sirio Perugia, in serie A1, dove resterà per due stagioni vincendo una Coppa Italia e una Coppa delle Coppe. Con la nazionale si esprime sempre più ad altissimi livelli vincendo il campionato mondiale 1998, la Coppa del Mondo 1999, dove viene premiata anche come MVP e le olimpiadi di Sydney. Nel 2000 però il governo cubano impone il rientro in patria di tutte le giocatrici, ma nel 2001, durante la partecipazione della nazionale cubana al Montreux Volley Masters, Taismary Agüero scappa dalla squadra e si rifugia in Italia.
Nella stagione 2001-02 ritorna a giocare a Perugia, con la quale instaura un lungo sodalizio che dura per quattro stagioni ed il suo periodo di permanenza corrisponde col periodo di massimo splendore della squadra umbra: vince infatti due scudetti, due Coppe Italia e una Coppa CEV.
Nella stagione 2005-06 viene ingaggiata dall'Asystel dove resta per due stagioni vincendo una Supercoppa italiana e una Top Teams Cup dove viene premiata anche come miglior giocatrice. Nel dicembre del 2006, a seguito del matrimonio con Alessio Botteghi, ottiene la cittadinanza italiana e quindi anche il diritto di giocare con la nazionale italiana: nel giugno 2007 arriva la sua prima convocazione azzurra. Con l'Italia vince il campionato europeo, risultando anche come miglior giocatrice e la medaglia d'oro alla Coppa del Mondo.
Nel 2007 firma un contratto per due stagioni con il Türk Telekom che milita nel massimo campionato turco, anche se quest'esperienza frutterà poche soddisfazioni alla giocatrice. Nel 2008 viene convocata nuovamente in nazionale con la quale vince un bronzo al World Grand Prix ed un quinto posto ai giochi olimpici. Proprio poco prima del torneo olimpico la madre di Taismary Agüero, malata da tempo, si aggrava: la giocatrice cerca quindi di poter ritornare a Cuba, correndo il rischio di essere arrestata per la sua passata fuga e malgrado ogni sforzo della diplomazia, le autorità cubane concedono in ritardo il visto di ingresso quando la madre dell'atleta era ormai deceduta.
Nel 2009 sempre con la nazionale partecipa al campionato europeo, vincendo nuovamente l'oro, ma poco prima dell'inizio della Grand Champions Cup decide di ritirarsi da ogni attività con la nazionale. Nella stagione 2009-10 ritorna in Italia ingaggiata dalla neo-promossa Villa Cortese, con la quale vince una Coppa Italia, bissata poi l'anno successivo.
Nella stagione 2011-12 passa all'Universal Modena: tuttavia a seguito del fallimento della società decide di ritirarsi dalla pallavolo giocata, anche per la sopraggiunta gravidanza. Ritorna in campo a metà della stagione 2013-14 con la maglia del Casalmaggiore.
Convocata nuovamente in nazionale da parte di Marco Bonitta con l'obiettivo di disputare il campionato mondiale nel ruolo di palleggiatrice, nel luglio 2014 abbandona il ritiro e lascia la nazionale per motivi familiari, annunciando pochi giorni dopo anche il definitivo ritiro dall'attività agonistica.
Pochi mesi più tardi, tuttavia, decide di ritornare sul campo con la maglia del Forlì, squadra dove resta anche nella stagione 2015-16, quando scende in Serie A2, aggiudicandosi la Coppa Italia di categoria e venendo premiata anche come miglior giocatrice del torneo.
Dopo un nuovo periodo di inattività legato alla nascita del secondogenito, ritorna in campo nella stagione 2017-18, accasandosi alla neonata società dell'Academy Sassuolo, in Serie B1 con cui ottiene la promozione in Serie A2 al termine dei play-off; nell'annata seguente passa al Montale, sempre nella terza serie nazionale, ottenendo una nuova promozione nel campionato cadetto, sempre tramite play-off.
Nel gennaio 2020, durante il campionato 2019-20, subisce la rottura del tendine d'Achille della gamba destra che la costringe a concludere anticipatamente la stagione. A dispetto dell'età torna in campo ancora una volta, l'anno seguente, proseguendo l'attività sempre tra le file del Montale fino alla stagione 2022-23, quando dà l'addio alla pallavolo giocata.

## Palmarès

### Club
- Campionato italiano: 2

2002-03, 2004-05
- Coppa Italia: 5

1998-99, 2002-03, 2004-05, 2009-10, 2010-11
- Supercoppa italiana: 1

2005
- Coppa Italia di Serie A2: 1

2015-16
- Coppa delle Coppe: 1

1999-00
- Coppa CEV: 1

2004-05
- Top Teams Cup: 1

2005-06

### Nazionale (competizioni minori)
- Giochi del Mediterraneo 2009

### Premi individuali
- 1997 - World Grand Prix: Miglior palleggiatrice
- 1997 - Grand Champions Cup: Miglior palleggiatrice
- 1999 - Coppa del Mondo: MVP
- 1999 - Coppa del Mondo: Miglior servizio
- 2004 - Champions League: Miglior servizio
- 2005 - Coppa CEV: Miglior servizio
- 2006 - Top Teams Cup: MVP
- 2006 - Top Teams Cup: Miglior realizzatrice
- 2007 - World Grand Prix: Miglior realizzatrice
- 2007 - World Grand Prix: Miglior attaccante
- 2007 - Campionato europeo: MVP
- 2010 - Coppa Italia: MVP
- 2010 - Coppa Italia: Miglior attaccante
- 2016 - Coppa Italia di Serie A2: MVP